# Ордубадчай
Ордубадчай (азерб. Ordubadçay) — река в Азербайджане, левый приток Аракса. Протекает по территории Ордубадского района Нахичеванской Автономной Республики.

## Описание
Длина реки — 24 км, площадь бассейна — 42 км². Исток Ордубадчая расположен на Зангезурском хребте, на высоте около 3200 м. Река в основном питается подземными и снеговыми водами. На реке происходят сели и наводнения. Вода реки активно используется для орошения, из-за чего большую часть года часть реки (вниз по течению от города Ордубад) пересыхает.